# Charles Watkin Williams-Wynn
Charles Watkin Williams-Wynn (ur. 9 października 1775, zm. 2 września 1850) – brytyjski polityk, nieprzerwanie przez 53 lata (1797–1850) zasiadał w Izbie Gmin.
Był drugim synem sir Watkina Williamsa-Wynna, 4. baroneta, i Charliotte Grenville, córki premiera Wielkiej Brytanii George’a Grenville’a. Kształcił się prywatnie, a następnie uczęszczał do Westminster School i Christ Church na Uniwersytecie Oksfordzkim. W 1798 r. został powołany do korporacji prawniczej Lincoln’s Inn. W 1797 r. został wybrany do Izby Gmin ze zgniłego okręgu Old Sarum. Już w 1799 r. zmienił okręg wyborczy na Montgomeryshire, który reprezentował aż do swojej śmierci.
W 1806 r. otrzymał stanowisko podsekretarza stanu w Ministerstwie Spraw Wewnętrznych w Gabinecie Wszystkich Talentów kierowanym przez swojego wuja, lorda Grenville’a. Pozostał na tym stanowisku do upadku gabinetu w 1807 r. W kolejnych latach Williams-Wynn brał aktywny udział w pracach parlamentu, a w 1817 r. został kandydatem na stanowisko speakera Izby Gmin, ale przegrał z Charlesem Mannersem-Suttonem. Ok. 1820 r. Williams-Wynn stanął na czele grupy deputowanych, którzy próbowali utworzyć trzecie stronnictwo w Izbie Gmin wokół lorda Buckinghama. Plany utworzenia nowej partii spełzły jednak na niczym i deputowani przyłączyli się do stronnictwa torysów.
Williams-Wynn został w styczniu 1822 r. mianowany członkiem Tajnej Rady i przewodniczącym Rady Kontroli w gabinecie lorda Liverpoola. Pozostał na tym stanowisku także w gabinetach George’a Canninga i lorda Godericha. Jednak w 1828 r. nowy premier, książę Wellington, nie powierzył Williamsowi-Wynnowi żadnego stanowiska.
Kiedy w 1830 r. wybory wygrali wigowie lorda Greya, Williams-Wynn otrzymał stanowisko sekretarza ds. wojny, ale nie został członkiem gabinetu. Odszedł z tego stanowiska już w kwietniu 1831 r., nie zgadzając się z przygotowywaną przez rząd reformą wyborczą. W 1834 r. do władzy powrócili torysi, a premier Robert Peel mianował Williamsa-Wynna Kanclerzem Księstwa Lancaster, ponownie bez prawa zasiadania w gabinecie. Williams-Wynn utracił to stanowisko po upadku rządu w 1835 r. W latach 1847–1850 był Ojcem Izby Gmin.
W 1806 r. poślubił Mary Cunliffe, córkę sir Forstera Cunliffe'a, 1. baroneta. Miał z nią dwóch synów i pięć córek. Zmarł w 1850 r.